# Petrochroa
Petrochroa is een geslacht van vlinders van de familie grasmineermotten (Elachistidae).

## Soorten
- P. communis Swezey, 1946
- P. dimorpha Busck, 1914
- P. elegantula Swezey, 1934
- P. neckerensis Swezey, 1926
- P. nigrella Swezey, 1940
- P. swezeyi Busck, 1914
- P. trifasciata Swezey, 1915